# Rolls-Royce Spectre
El Rolls-Royce Spectre es un automóvil de lujo eléctrico de batería, producido por el fabricante inglés Rolls-Royce Motor Cars. Las primeras entregas comenzaron en noviembre de 2023.
Tiene dos motores: uno en cada eje, que le proporcionan tracción total.

En gris antracita:
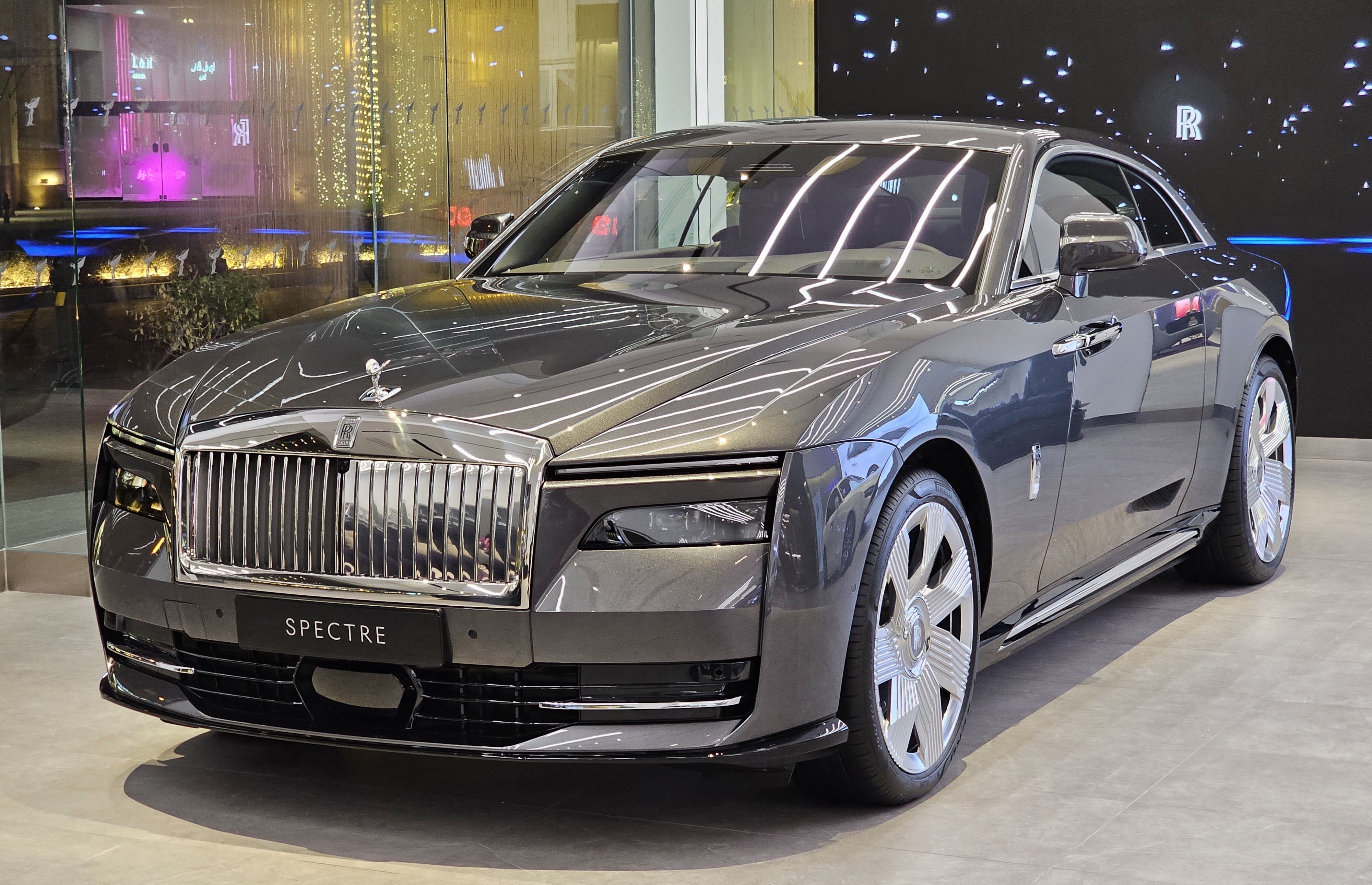
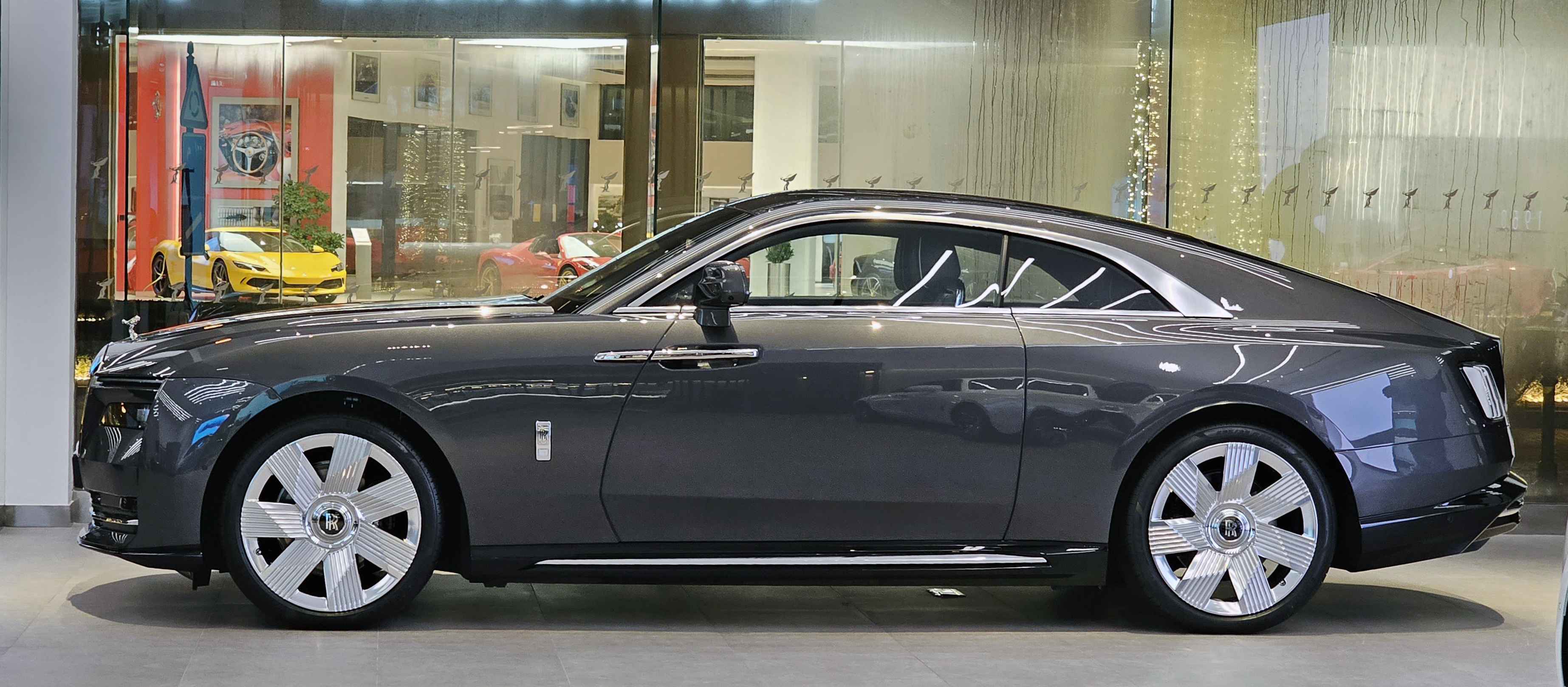
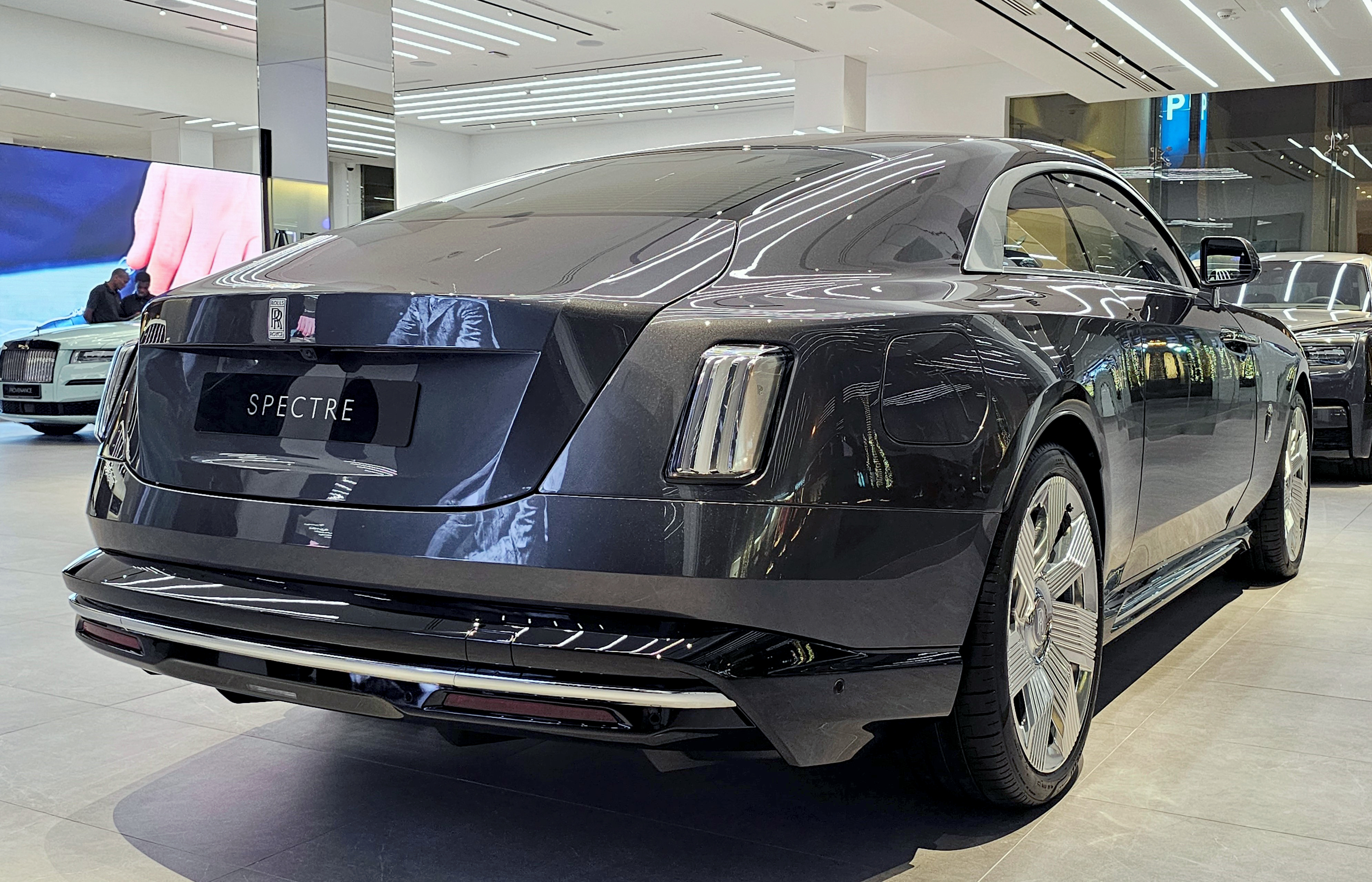